# Сквежина (гмина)
Сквежина (пол. Skwierzyna) — гмина (волость) в Польше, входит как административная единица в Мендзыжечский повет (Любушское воеводство). Население — 12 769 человек (на 2004 год).

## Сельские округа
1. Доброево
2. Госциново
3. Кробелевко
4. Мужиново
5. Свиняры
6. Тшебишево
7. Вейце

## Соседние гмины
1. Гмина Бледзев
2. Гмина Дещно
3. Гмина Дрезденко
4. Гмина Мендзыхуд
5. Гмина Пшиточна
6. Гмина Санток